# Валевская, Валентина Герасимовна
Валентина Герасимовна Валевская (латыш. Valentīna Vaļevska; 26 ноября 1905 — 1997) — советская и латвийская театральная актриса, заслуженная артистка Латвийской ССР (1965).

## Биография
Валевская Валентина Герасимовна родилась 26 (13) ноября 1905 года в Гельсингфорсе (Российская империя, сейчас Хельсинки, Финляндия).
В 1928 году закончила театральную студию в Уфе. Служила в театре Севастополя, Красноярском драматическом театре имени А. С. Пушкина. В 1937—1940 годах играла в труппе Ростовского драмтеатра. С 1945 года выступала в Рижском театре русской драмы. Оставила сцену в 1985 году.
Скончалась в 1997 году.

## Награды
- Медаль «За трудовое отличие» (03.01.1956)
- Заслуженная артистка Латвийской ССР (1965).

## Работы в театре

### Рижский русский драматический театр
- 1946 — «Враги» М. Горького — Татьяна
- 1949 — «Дворянское гнездо» по роману И. С. Тургенева — Калитина Мария Дмитриевна
- 1950 — «В огне» Р. Блауманис — мадам Хорста
- 1954 — «Пловец Зузана» А. Упита — госпожа Клеберга
- 1958 — «Варвары» М. Горького — Богаевская Татьяна Николаевна, домовладелица, дворянка
- 1964 — «Егор Булычёв и другие» М. Горького — Ксения
- 1973 — «На всякого мудреца довольно простоты» А. Н. Островского — Глумова
- 1980 — «Ретро» А. Галина — Песочинская

## Фильмография
1. 1961 — Карьера Димы Горина — тётя Димы Горина